# Нуно Ешпирито Санто
Нуно Ерландер Симонеш Ешпирито Санто (на португалски: Nuno Herlander Simões Espírito Santo), роден на 25 януари 1974 година в Сао Томе и Принсипи, е бивш португалски футболист, вратар

## Личен живот
Санто е роден в Сао Томе, столицата на Сао Томе и Принсипи, в семейство на португалка и баща от Сао Томе и Принсипи.

## Кариера

### Кариера като футболист
Дебютира през 1992 година с екипа на Витория Гимараеш. През 1997 година преминава в испанския Депортиво Ла Коруня, но не успява да се наложи като титуляр, заради което е даван под наем в отборите на Мерида и Осасуна. През 2002 година е закупен от Порто. Част от драконите е за две години, в които записва едва 6 мача. През сезон 2005/06 е част от руския Динамо Москва, но не се представя добре, като за 11 мача допуска 17 гола. През 2007 година се завръща в Португалия с екипа на Авеш. По-късно преминава отново в Порто, където три години по-късно завършва кариерата си.

### Кариера като треньор
Започва треньорската си кариера като треньор на вратарите в щаба на бившия си треньор Жезуалдо Ферейра.
През май 2012 година е обявен за треньор на Рио Аве. През втория си сезон като треньор на отбора, Санто го извежда до финал за Купата на Португалия и Купата на Лигата, като го класира за пръв път в историята му за Лига Европа.
На 4 юли 2014 година е оявен за треньор на Валенсия. През първия сезон под негово ръководство, прилепите завършва на четвърто място в Примера Дивизион и се класират за Шампионската лига. Уволнен е на 29 ноември 2015 г. поради слаби резултати.
На 1 юни 2016 г. се завръща за поредн път в Порто, този път като треньор. Напуска след края на сезон 2016/17, за да поеме английския Улвърхемптън.

## Успехи

### Като футболист
Депортиво Ла Коруня
- Купа на краля (1): 2001/02

 Порто
- Шампионска лига (1): 2003/04
- Междуконтинентално първенство (1): 2004
- Купа на УЕФА (1): 2002/03
- Шампион на Португалия (4): 2002/03, 2003/04, 2007/08, 2008/09
- Купа на Португалия (3): 2002/03, 2008/09, 2009/10
- Суперкупа на Португалия (3): 2003, 2004, 2009